# أندرو كومو
أندرو مارك كومو (بالإنجليزية: Andrew Cuomo) (أو كوومو ولد في 6 ديسمبر 1957) هو سياسي أمريكي ومؤلف ومحامي. شغل منصب الحاكم السادس والخمسين لولاية نيويورك منذ 1 يناير 2011، حتى استقالته في 23 أغسطس 2021. بعد اتهامات له بالتحرش الجنسي بمساعدته السابقة، وحلت محله نائبة الحاكم كاثي هوكول، والتي أصبحت أول حاكمة امرأة لولاية نيويورك، وستقضي في المنصب حتى انتهاء ولاية كومو الأصلية.
وهو عضو الحزب الديمقراطي، وهو نفس المنصب الذي شغله والده، ماريو كومو، الذي شغله لمدة ثلاث فترات بين أعوام 1983 إلى 1994.
ولد كومو في كوينز في مدينة نيويورك، وهو خريج جامعة فوردهام وكلية ألباني للحقوق بجامعة يونيون في نيويورك. بدأ حياته المهنية كمدير في حملة لأبيه، وبعد ذلك كان مساعد المحامي العام في مدينة نيويورك قبل أن يؤسس عمله القانوني الخاص. أسس مؤسسة الإسكان لفقراء (هيلب يو إس أيه) وعين رئيسا للجنة المشردين في مدينة نيويورك، وهو المنصب الذي شغله في الفترة من 1990 إلى 1993.
في عام 1993، انضم كومو إلى إدارة كلينتون، عندما تم تعيينه مساعد وزير التخطيط والتنمية المجتمعية في وزارة الإسكان والتنمية الحضرية في الولايات المتحدة. ثم شغل منصب الوزير الحادي عشر على هذه الوزارة من عام 1997 إلى عام 2001.
في عام 2006، تم انتخاب كومو لمنصب نائب عام ولاية نيويورك. أعلن كومو في مايو 2010 أنه سيترشح لمنصب الحاكم في انتخابات 2010، وفاز فيها بنسبة 63٪ من الأصوات. وأثناء فترة ولايته الأولى، أقرت نيويورك تشريعات زواج المثليين ومراقبة الأسلحة. تم انتخابه لولاية ثانية في عام 2014 بنسبة 54٪ من الأصوات، ولولاية ثالثة عام 2018 بنسبة 59% من الأصوات.

## المدعي العام لنيويورك

### الانتخابات
أعلن كومو ترشحه لمنصب المدعي العام لولاية نيويورك في عام 2006، وحصل على تأييد الحزب الديمقراطي في 30 مايو 2006، إذ حصل على 65% من الممثلين. حصل المحامي العام السابق لمدينة نيويورك مارك غرين والمرشح مرتين لمنصب نائب الحاكم تشارلي كينغ أيضًا على مكانين في الاقتراع الديمقراطي، على الرغم من فوز كومو بالتأييد. انسحب كينغ من السباق قبل الانتخابات التمهيدية وأيد كومو.
فاز كومو بالانتخابات التمهيدية بأغلبية الأصوات، متغلبًا على أقرب منافس له بأكثر من 20%. كان الفوز بترشيح الحزب الديمقراطي بمثابة انتعاش كبير بعد حملته الفاشلة وغير الشعبية لمنصب حاكم الولاية في عام 2002، ووصفته جون أونيل، رئيسة الحزب الديمقراطي لمقاطعة سانت لورانس، في مؤتمر الترشيح بأنه «الفتى العائد لنيويورك». هزم كومو المرشحة الجمهورية، المدعية العامة السابقة لمنطقة ويستشستر جانين بيرو، وحصل على 58% من الأصوات في الانتخابات العامة في 7 نوفمبر 2006.

### المدة

#### مراقبة الشرطة، 2007
وبخ مكتب كومو إدارة سبيتزر لإصدارها أمرًا لشرطة ولاية نيويورك بالاحتفاظ بسجلات خاصة لمكان وجود زعيم الأغلبية في مجلس الشيوخ آنذاك جوزيف برونو عندما سافر برفقة حراسة من الشرطة في مدينة نيويورك في 23 يوليو 2007. ذكر تقدير كبار المسؤولين في إدارة سبيتزر أن الوثائق التي أُنشِئَت تهدف إلى إلحاق الضرر السياسي ببرونو. استجاب سبيتزر بقبول المسؤولية وإصدار اعتذار لبرونو.

#### التحقيق في قرض الطلاب، 2007
قاد كومو تحقيقًا رفيع المستوى في ممارسات الإقراض والعلاقات المناهضة للمنافسة بين مقرضي الطلاب والجامعات في عام 2007. وجهت العديد من الجامعات المقترضين الطلاب إلى «مقرض محدد»، مما أدى إلى تكبد المقترضين أسعار فائدة أعلى. أدى هذا إلى تغييرات في سياسة الإقراض في العديد من الجامعات الأمريكية الكبرى. خصمت العديد من الجامعات أيضًا ملايين الدولارات من الرسوم للمقترضين المتضررين.

#### يوزنت، 2008
أعلن كومو في 10 يونيو 2008 أن ثلاثة من مزودي خدمة الإنترنت الرئيسيين (فيرايزون للاتصالات، وتايم وورنر كيبل، وسبرينت) «سيغلقون المصادر الرئيسية لصور الأطفال الإباحية عبر الإنترنت» من خلال عدم استضافة العديد من مجموعات يوزنت. توقفت شركة تايم وورنر كيبل عن تقديم يوزنت تمامًا، وأنهت شركة سبيرنت الوصول إلى 18,408 مجموعة إخبارية في سلسلة مجلات آلت، وقللت شركة فيرايزون عروض يوزنت الخاصة بها على حوالي 3000 مجموعة إخبارية من مجموعات بيغ 8. جاءت هذه الخطوة بعد أن حدد مكتب كومو 88 مجموعة إخبارية مختلفة نشرت صور إباحية للأطفال فيها.

#### تصريحات أوباما عام 2008
قال كومو في عام 2008 عن مرشح الحزب الديمقراطي باراك أوباما، الذي كان يترشح ضد هيلاري كلينتون، التي دعمها كومو: «لا يمكنك التلاعب والمزاح في مؤتمر صحفي». تلقى كومو انتقادات من البعض لاستخدامه العبارة، وقال رولاند مارتن من شبكة سي إن إن: «لقد كانت عبارة "التلاعب والمزاح" تُستخدم منذ فترة طويلة كتقييم سلبي للأمريكيين من أصل أفريقي، على غرار الزنجي «الكسول». في الواقع، لا أتذكر أنني سمعت هذه العبارة تُستخدم في إشارة إلى أي شخص أبيض».

#### تحقيقات الفساد والاحتيال، 2009
حقق كومو في فضيحة فساد، «مخطط احتيالي لاستخراج الرشاوى»، والتي تورط فيها محققون من نيويورك، وهيئة الأوراق المالية والبورصة، والمدعون العامون في عشرات الولايات.

## اعتبارات التعيين في مجلس الشيوخ الأمريكي
كُلِّفَ حاكم نيويورك آنذاك ديفيد باترسون بتعيين بديل مؤقت حتى إجراء انتخابات خاصة، وذلك بعد أن اختار الرئيس أوباما هيلاري كلينتون اختيار لمنصب وزيرة الخارجية الأمريكية في ديسمبر 2008. اعتُبر أندرو كومو أحد أبرز المرشحين لهذا التعيين. كانت كارولين كنيدي (وهي ابنة عم زوجة كومو السابقة) من المرشحين الرئيسيين الآخرين، ولكنها انسحبت لأسباب شخصية قبل يومين من إعلان باترسون عن اختياره، تاركة كومو والممثلة الأمريكية كيرستن جيليبراند كأبرز المرشحين للمنصب. أعلن باترسون في 23 يناير أنه سيعين جيليبراند في مجلس الشيوخ الأمريكي.